# A hercegnő és a béka
A hercegnő és a béka (eredeti cím: The Princess and the Frog) 2009-ben bemutatott amerikai 2D-s számítógépes animációs film, a 49. Disney-film. Rendezői John Musker és Ron Clements, A kis hableány és az Aladdin alkotói. Az animációs játékfilm producere Peter Del Vecho. A forgatókönyvet Rob Edwards és Greg Erb írta, a zenéjét Randy Newman szerezte. A mozifilm a Walt Disney Pictures és a Walt Disney Animation Studios gyártásában készült, a Walt Disney Studios Motion Pictures forgalmazta. Műfaja zenés fantasyfilm. A film tizenöt év után az első olyan Disney-mese, amelyet újra hagyományos 2D-s, rajzolt technikával készítettek. A Disney vezetői elmondásuk szerint ezzel a filmmel szerettek volna visszatérni az eredeti, rajzolt klasszikusaikhoz, ám ez mégsem valósult meg, és következő filmjük már újból 3D-s animációval készült.
Amerikában 2009. november 25-én, Magyarországon 2009. december 24-én mutatták be a mozikban.
A film A békakirály című Grimm-mese feldolgozása, megújított történettel, modernizált helyszínek közé helyezve. Története egy Naveen nevű hercegről szól (Bruno Campos), aki Maldonia földjéről származik. A herceget a gonosz cselszövő vudu varázsló, Dr. Facilier (Keith David) békává változtatja. A békakirályfit egy lány, Tiana (Anika Noni Rose) megcsókolja, hogy megtörje a varázslatot. Ám ehelyett Tiana is békává változik, mivel Tiana csak egy álarcosbálon hercegnő, valójában felszolgáló egy étteremben. Együtt kell megtalálniuk a jó vudu királynőt, Odie Mamát (Jenifer Lewis) a New Orleans környéki mocsarak legmélyebb, legsötétebb részén. Az út alatt összebarátkoznak a trombitás aligátorral, Louisszal (Michael-Leon Wooley) és a reménytelenül romantikus szentjánosbogárral, Ray-jel (Jim Cummings).

## Cselekmény
|  | Alább a cselekmény részletei következnek! |

1912-ben New Orleans-ban egy asszony mesét olvas a békakirályról a leányának, Tianának, és leánya barátnőjének, Charlotte La Bouff-nak. Charlotte a történetet romantikusnak találja, míg Tiana azt mondja, sosem csókolna meg egy békát. Évekkel később, 1926-ban Tiana gyönyörű fiatal nővé válik, két munkája is van, hogy összegyűjtsön annyi pénzt, hogy saját éttermet nyithasson, teljesíthesse apja legnagyobb álmát. Charlotte felbérli Tianát, hogy apja húshagyókeddi partijára ő szállítsa az ételeket. Az apa, Eli "Big Daddy" La Bouff a New Orleans-i karnevál királya, és éppen vendégül készül látni Naveen herceget.
Naveen, Maldonia hercege New Orleansbe látogat. Elhatározza, hogy jobb anyagi helyzetbe kerül. Miután a szülei kitagadták, Naveen elhatározza, hogy feleségül vesz egy gazdag déli szépséget. Mindkét fél számára világos, hogy Naveennek a legjobb választás Charlotte lenne, aki apja vagyonát fogja örökölni. A Charlotte-tól kapott pénzzel Tiana végre tudja hajtani álmát és megvásárol egy régi cukormalmot, amit étteremmé fog átalakítani.
Közben Naveen és szolgálója, Lawrence összefutnak a baljós Dr. Facilier-vel, egy gonosz vudu-varázslóval. Dr. Facilier meghívja Naveent a műhelyébe, ahol meggyőzi őket arról, hogy hatalmában áll végrehajtani a titkos kívánságokat. Azonban csúful rászedi őket: Naveent békává változtatja, míg Lawrence-t elvarázsolja, hogy úgy nézzen ki, mint Naveen. Facilier arra akarja felhasználni a Naveennek kinéző Lawrence-t, hogy elvegye Charlotte La Bouff-ot, majd az esküvő után megölje a lány apját és megszerezze hatalmas vagyonát.
A húshagyókeddi bálon Charlotte flörtöni kezd azzal, akiről azt hiszi, hogy Naveen, miközben Tiana arról értesül, hogy más valaki is meg akarja venni a cukormalmot és magasabb árat kínál. Ami végképp tönkreteszi az estéjét, hogy elszakad az álruhája. Charlotte megszánja barátnőjét és neki adja a hercegnőruhát és egy tiarát, hogy ismét részt vehessen a bálon. Miután Charlotte visszatér a báli forgatagba, Tiana az Esthajnalcsillaghoz fohászkodik, amikor hirtelen maga mellett talál egy békát. A béka – Naveen – arra kéri Tianát, akit igazi hercegnőnek vél, hogy csókolja meg és ezzel törje meg Dr. Facilier varázslatát. Tiana beleegyezik, de cserébe pénzt kér, hogy meg tudja venni a kinézett malmot. Azonban a csók balul sikerül, mivel ahelyett, hogy Naveen visszaváltozna, Tiana is békává változik.
A két béka éppen csak el tud menekülni a környékbeli mocsarakba, ahol találkoznak Louis-szal, a trombitáló aligátorral, aki ember akar lenni és Ray-jel, a cajun szentjánosbogárral, aki Evangeline nevű szerelme után áhítozik. A két jó barát felajánlja Tianának és Naveennek, hogy elvezetik őket a jó vudu varázslónőhöz, Mama Odie-hoz, aki fel tudja oldani az átkot. Miközben Mama Odie felé tartanak, Tiana és Naveen egyre jobban megismerik egymást és egymásba habarodnak. Időközben Dr. Facilier alkut köt a vudu szellemekkel: felajánlja nekik a New Orleansban élő emberek lelkét cserébe Naveenért. Miután Tiana és Naveen találkoznak Mama Odie-val, megtudják, hogy Naveennek egy igazi hercegnőt kell megcsókolnia, hogy megtörjék az átkot. Tiana és barátai visszatérnek New Orleansba, ahol felkeresik Charlotte-ot, a húshagyókeddi fesztivál igazi hercegnőjét. Naveen elmeséli Ray-nek, hogy Tianát szereti és érte hajlandó lenne feladni az álmait is, de mielőtt szerelmet vallhatnak a lánynak, a vudu szellemek elragadják és visszahurcolják Dr. Facilier-hez.
Ray elmondja Tianának, hogy Naveen őt szereti, de amikor Tiana elmegy a húshagyókeddi parádéra, azt látja, hogy Naveen (valójában Lawrence) és Charlotte összeházasodnak. Tiana bánatában egy temetőbe húzódik vissza, hogy egyedül legyen. Eközben Ray és Louis Naveen megmentésére indulnak és sikerült kiszabadítaniuk egy varázserejű talizmánnal együtt. Ray megtalálja Tianát és átadja neki a talizmánt, és megpróbálja feltartóztatni az őket üldöző szellemeket, de Dr. Facilier halálos sebet ejt rajta. Facilier feltartóztatja Tianát és egyezséget ajánl: a talizmánért cserébe segít neki megvalósítani az álmát és létrehozni az éttermét. Miután Tiana rájön, hogy inkább Naveennel lenne, visszautasítja Dr. Facilier ajánlatát, kiragadja a talizmánt a kezéből és összetöri. A feldühödött vudu szellemek ekkor Facilier ellen fordulnak és adósságaiért cserébe magukkal hurcolják.
Naveen éppen a helyzetet és az alakcseréket magyarázza a zavarodott Charlotte-nak, amikor Tiana rájuk talál. Tiana bevallja, hogy ő is szereti Naveent és vele akarja tölteni az életét, akár béka formában is. Charlotte-t meghatja a történet és vállalja, hogy megcsókolja Naveent, hogy együtt lehessenek Tianával. Azonban az óra éjfélt üt, véget ér húshagyókedd és már Charlotte sem hercegnő – a csók ellenére Naveen nem változik vissza emberré. Louis ekkor talál rájuk, kezében a haldokló Ray-jel, aki búcsút vesz tőlük és sok boldogságot kíván nekik. Halála után egy újabb fényes csillag gyúl ki az égen.
Tiana és Naveen visszatérnek Mama Odie-hoz, aki összeadja őket. Az első csók alkalmával csoda történik, mindketten visszaváltoznak emberré – hiszen házassága révén már Tiana is hercegné lett. Mindketten visszatérnek New Orleansba és fényes lakodalmat csapnak. Tiana végre meg tudja nyitni „Tiana's Palace” névre hallgató éttermét és a két ragyogó esthajnalcsillag őrködik felettük.
|  | Itt a vége a cselekmény részletezésének! |

## Díjak és jelölések
- Golden Globe-díj (2010) – Legjobb animációs film jelölés
- Oscar-díj (2010) – Legjobb animációs film jelölés: John Musker, Ron Clements
- Oscar-díj (2010) – Legjobb filmdal jelölés: Randy Newman "Almost There", "Down in New Orleans"

## Televíziós megjelenések
- HBO, HBO Comedy / HBO 3, HBO 2, Disney Channel, PRIME, Kiwi TV, Super TV2, Moziverzum, Mozi+
- TV2